# Małgorzata Wojtyra
Małgorzata Wojtyra, née le 21 septembre 1989 à Szczecin en Pologne est une coureuse cycliste polonaise, spécialise des épreuves d'endurance sur piste.

## Biographie
Avant le cyclisme, Małgorzata Wojtyra pratique pendant sept ans la gymnastique rythmique. Lors des Championnats d'Europe sur piste 2010, organisés à domicile, elle décroche la médaille de bronze de l'omnium. Un an plus tard, elle devient championne d'Europe espoirs dans cette discipline et obtient deux médailles d'argent en scratch et en poursuite par équipes.
En 2012, elle obtient la médaille d'argent en poursuite par équipes aux championnats d'Europe élites, avec l'équipe polonaise composée de Katarzyna Pawłowska, Edyta Jasińska et Eugenia Bujak. Elle récidive en 2013. Entre-temps, elle est sélectionnée aux Jeux olympiques de Londres, où elle se classe onzième de l'omnium. 
Lors des championnats du monde sur piste de 2016 à Londres, elle devient vice-championne du monde de  poursuite.
En 2016, elle devait participer à la poursuite par équipes des Jeux olympiques de Rio de Janeiro, mais est finalement remplacée au dernier moment par une athlète plus jeune. Cette décision l'a profondément déçue, d'autant plus que le quatuor polonais a ensuite été disqualifié pour une erreur technique au 1er tour. En 2017, elle met fin à sa carrière sportive et décide de devenir entraîneuse pour les jeunes. Au total, elle a remporté au cours de sa carrière 103 médailles aux championnats de Pologne.

## Palmarès sur piste

### Jeux olympiques
- Londres 2012
  - 11e de l'omnium

### Championnats du monde
- Pruszkow 2009
  - 13e de la poursuite par équipes
  - 16e du scratch
- Copenhague 2010
  - 6e du scratch
  - 12e de la poursuite par équipes
- Apeldoorn 2011
  - 4e de l'omnium
  - 6e du scratch
  - 14e de la poursuite par équipes
- Melbourne 2012
  - 12e de l'omnium
- Minsk 2013
  - 4e de la poursuite par équipes
  - 10e de la course aux points
- Cali 2014
  - 4e de la poursuite par équipes
  - 12e de la course aux points
- Saint-Quentin-en-Yvelines 2015
  - 10e de la poursuite par équipes
  - 19e de l'omnium
- Londres 2016
  -  Médaillée d'argent de la poursuite

### Coupe du monde
- 2010-2011
  - 3e de l'omnium à Melbourne
  - 3e de l'omnium à Manchester
- 2011-2012
  - 3e de l'omnium à Pékin
- 2013-2014
  - 1re du scratch à Manchester
- 2014-2015
  - 3e de l'omnium à Guadalajara

### Championnats d'Europe
| - Minsk 2009 - Médaillée d'argent du scratch espoirs - Saint-Pétersbourg 2010 - Médaillée d'argent de l'omnium espoirs - Médaillée d'argent de la poursuite par équipe espoirs - Anadia 2011 - Championne d'Europe de l'omnium espoirs - Médaillée d'argent du scratch espoirs - Médaillée d'argent de la poursuite par équipe espoirs - Médaillée de bronze de la vitesse par équipe espoirs | Élites - Pruszkow 2010 - Médaillée de bronze de l'omnium - Panevėžys 2012 - Médaillée d'argent de la poursuite par équipes - Apeldoorn 2013 - Médaillée d'argent de la poursuite par équipes |

### Championnats nationaux
- 2006
  -  Championne de Pologne de course aux points
- 2007
  -  Championne de Pologne de poursuite par équipes
- 2008
  -  Championne de Pologne du keirin
  -  Championne de Pologne de course aux points
  -  Championne de Pologne du scratch
- 2010
  -  Championne de Pologne du 500 mètres
  -  Championne de Pologne du keirin
  -  Championne de Pologne d'omnium
- 2012
  -  Championne de Pologne du keirin
  -  Championne de Pologne de vitesse individuelle
- 2013
  -  Championne de Pologne du keirin
- 2014
  -  Championne de Pologne de course aux points
  -  Championne de Pologne du scratch
  -  Championne de Pologne d'omnium
- 2015
  -  Championne de Pologne du scratch
  -  Championne de Pologne d'omnium